# Douzième législature du Bas-Canada
Douzième législature 
 (8 jan. 1825 au 5 juil. 1827)
11e 13e
Palais épiscopal de Québec
 Québec, Bas-Canada
La douzième législature du Bas-Canada siégea du 8 janvier 1825 au 5 juillet 1827. Toutes les séances eurent lieu à Québec.

## Élections
Les élections générales ont lieu du 10 juillet au 28 août 1824.

## Session[2]
- Première (8 janvier 1825 — 22 mars 1825)
- Deuxième (21 janvier 1826 — 29 mars 1826)
- Troisième (23 janvier 1827 — 7 mars 1827)

## Représentants de la couronne[2]
- Francis Nathaniel Burton, lieutenant-gouverneur chargé de l'administration de la province durant l'absence temporaire de Dalhousie, jusqu'en septembre 1825.
- George Ramsay, comte de Dalhousie, gouverneur de septembre 1825 jusqu'à la dissolution.

## Présidents de l'Assemblée[2]
- Louis-Joseph Papineau (8 janvier 1825 — 5 juillet 1827)

## Présidents du Conseil[2]
- Jonathan Sewell (8 janvier 1825 — 5 juillet 1827)
- Olivier Perrault[3] (8 janvier 1825 — 22 janvier 1827)
- James Kerr[3] (22 janvier 1827 — 5 juillet 1827)

## Députés
| District              | Député                                |
| --------------------- | ------------------------------------- |
| Bedford               | Jean-Baptiste-René Hertel de Rouville |
| Buckinghamshire       | Jean-Baptiste Proulx                  |
| Buckinghamshire       | Louis Bourdages                       |
| Cornwallis            | Joseph Le Vasseur Borgia              |
| Cornwallis            | Joseph Robitaille                     |
| Devon                 | Jean-Baptiste Fortin                  |
| Devon                 | Joseph-François Couillard-Després     |
| Dorchester            | John Davidson                         |
| Dorchester            | Louis Lagueux                         |
| Effingham             | Joseph-Ovide Turgeon                  |
| Effingham             | Casimir-Amable Testard de Montigny    |
| Gaspé                 | Jean-Thomas Taschereau                |
| Hampshire             | John Cannon                           |
|                       | François-Xavier Larue (1826)          |
| Hampshire             | François Drolet                       |
| Hertford              | François Blanchet                     |
| Hertford              | Nicolas Boissonnault                  |
| Huntingdon            | Jean-Moïse Raymond                    |
| Huntingdon            | Austin Cuvillier                      |
| Kent                  | Frédéric-Auguste Quesnel              |
| Kent                  | Denis-Benjamin Viger                  |
| Leinster              | Charles Courteau                      |
| Leinster              | Jean-Marie Rochon                     |
| Comté de Montréal     | Joseph Valois                         |
| Comté de Montréal     | Joseph Perrault                       |
| Montréal-Est          | Hugues Heney                          |
| Montréal-Est          | James Leslie                          |
| Montréal-Ouest        | Louis-Joseph Papineau                 |
| Montréal-Ouest        | Pierre de Rastel de Rocheblave        |
| Northumberland        | John Fraser                           |
| Northumberland        | Marc-Pascal de Sales Laterrière       |
| Orléans               | François Quirouet                     |
| Comté de Québec       | Michel Clouet                         |
| Comté de Québec       | John Neilson                          |
| Basse-ville de Québec | Jean Bélanger                         |
| Basse-ville de Québec | Thomas Ainslie Young                  |
| Haute-ville de Québec | Andrew Stuart                         |
| Haute-ville de Québec | Joseph-Rémi Vallières                 |
| Richelieu             | François-Roch de Saint-Ours           |
| Richelieu             | Jean Dessaulles                       |
| Saint-Maurice         | Charles Caron                         |
| Saint-Maurice         | Pierre Bureau                         |
| Surrey                | Pierre Amiot                          |
| Surrey                | Aignan-Aimé Massue                    |
| Trois-Rivières        | Étienne Ranvoyzé                      |
|                       | Charles Richard Ogden (1826)          |
| Trois-Rivières        | Amable Berthelot                      |
| Warwick               | Louis-Marie-Raphaël Barbier           |
| Warwick               | Jacques Deligny                       |
| William-Henry         | Norman Fitzgerald Uniacke             |
|                       | James Stuart (1825)                   |
| York                  | Nicolas-Eustache Lambert Dumont       |
| York                  | John Simpson                          |